# Касл Комб
Касл Комб (англ. Castle Combe) — це село та цивільна парафія в зоні надзвичайної природної краси Котсуолдс у Вілтширі, Англія. Село розташоване приблизно за 5 миль (8 км) на північний захід від Чіппенгема. Колись на цьому місці стояв замок, але його зруйнували кілька століть тому. Село складається з двох частин: одна у вузькій долині Бай-Брук, а Аппер-Касл-Комб — на високогір'ї на сході. Приблизно з 1600 року в історичному районі не було побудовано нових будинків. На південь від верхнього села знаходиться автодром Касл Комб.
Місце проведення автоперегонів Castle Combe Circuit розташоване на місці колишнього аеродрому RAF Castle Combe поблизу села. Село двічі проводило Combe Sunday, музичний фестиваль, який привернув до села 4000 відвідувачів у 2006 році. Касл Комб представлений у парламенті Джеймсом Греєм, а в раді Вілтшира — Джейн Скотт, обидва консерватори.